# Aphanopetalum resinosum
Espèce

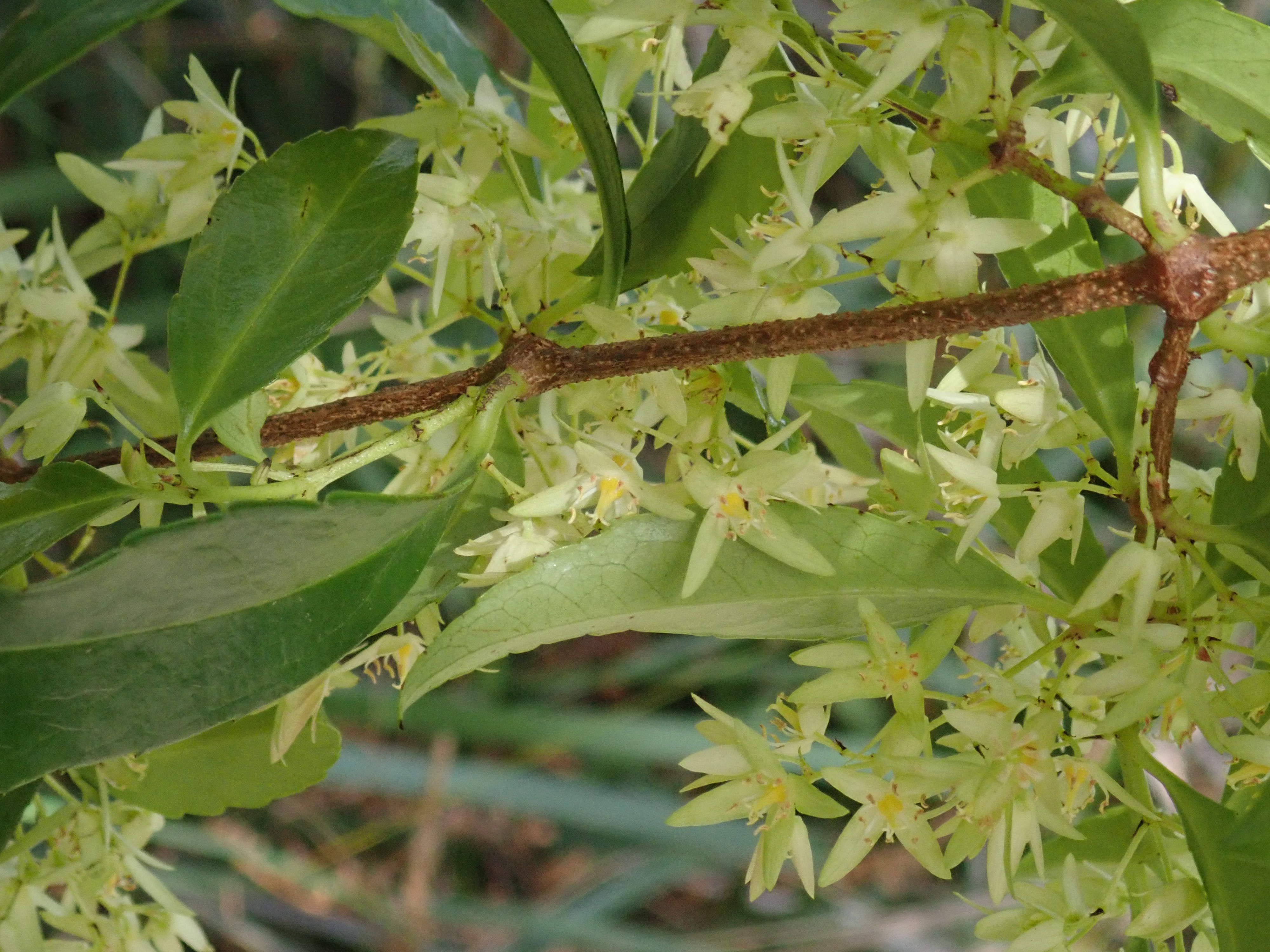

Aphanopetalum resinosum est une espèce de plante à fleurs de la famille des Aphanopetalaceae. Elle est connue sous le nom de Gum vine.

## Description
Aphanopetalum resinosum est une petite plante, généralement une liane ou un petit arbuste. Les feuilles mesurent de 4 à 8 cm de long, 1,5 à 3 cm de large, à bord ondulé ou denté. Les tiges de 2 à 5 mm de long. Elles sont glabres, marquées de lenticelles. Les fleurs à quatre pétales se forment sur les cymes, pétales de 1 à 3 mm de long. Le fruit est une noix, de 2 à 3 mm de long.

## Répartition et habitat
Aphanopetalum resinosum pousse dans la forêt tropicale ou la forêt d'eucalyptus de l'est de l'Australie, du nord-est de Victoria, en passant par la Nouvelle-Galles du Sud et le nord du Queensland. Elle est présente dans les zones humides.

## Statut de conservation
Dans Victoria, elle est classée comme « vulnérable », n'étant connue que d'une seule collection près de Mallacoota.

## Systématique
Le nom correct complet (avec auteur) de ce taxon est Aphanopetalum resinosum Endl..